# Servando & Florentino
Servando & Florentino es un dúo musical venezolano conformado por los hermanos Servando y Florentino Primera, hijos del cantautor, compositor, músico y activista político, Alí Primera. También son conocidos por haber sido los cantantes principales de la orquesta de salsa Salserín desde 1993 hasta 1997. 
Tras su etapa en Salserín, se unieron como dúo a la discográfica de Ricardo Montaner, Hecho a mano, con la cual produjeron sus dos primeros materiales, Los Primera y Muchacho solitario y la serie de álbumes Entre panas, además de su tercera producción Paso a paso en conjunto con Sony Music. En 2002, se desligaron de Hecho a mano. 
En 2004, grabaron su cuarto álbum de estudio, llamado Servando & Florentino. El álbum fue lanzado en Venezuela y en 2006 en el resto el mundo. Lanzaron el 21 de octubre de 2010, su último álbum llamado It's a Wrap / Se Acabó que tuvo como primer sencillo «Me vas a recordar». Posteriormente tuvieron la exitosa presentación en streaming En tu cuarto, lo que los llevó a la exitosa gira "En tu Ciudad" con más de 50 presentaciones exitosas en más de 15 países, mostrando una nueva etapa de su carrera que promete una gran remontada en el mercado musical. 
En 2023, regresaron a la escena musical con la canción y videoclip «Mi primera cita».

## Biografía

### Salserín
Salserín fue fundado en Venezuela por su director Manuel Guerra en 1993; los hermanos Primera fueron integrantes desde el principio, con la idea de formar una agrupación infantil de salsa. Son contratados por Sony Music ese año, y graban su primera producción La Orquesta Infantil del Mundo; en este disco comenzó a sonar con fuerza el tema "El bebé salsero" y "Bella ladrona" (compuesto por Servando). Estas grabaciones se convierten en los primeros éxitos de la agrupación en el mercado venezolano y traspasa las fronteras, llegando a sonar en los países Centroamericanos y en Europa.
En 1996 graban su segunda placa Con mucho swing, del cual sale el himno de la agrupación "De sol a sol" (canción compuesta por Manuel Guerra), gracias al cual consolidó su fama en toda Venezuela y América Latina.
Ese mismo año lanzan su primera telenovela De sol a sol, siendo transmitida, en Venezuela, Colombia, Ecuador, Panamá, Argentina, Bolivia, República Dominicana, Costa Rica y Perú. Llamó mucho la atención de la prensa este fenómeno ya que en la década de los ochenta e inicios de los noventa, sucedían estos hechos con la agrupación Menudo y New Kids on the Block.
Lograron vender aproximadamente 5 000 000 copias en su país. Llamando la atención de su sello disquero, el cual anunció entonces su internacionalización definitiva, causando el mismo furor en Perú, Ecuador, Colombia, Mongolia, Italia, España y México entre otros países. Lograron reunir a más de 500 000 personas a sus conciertos, siendo la canción "De sol a sol" una de las más sintonizadas en aquellos tiempos. Es así como graban su primera película, junto a destacadas estrellas venezolanas, llamada La primera vez, convirtiéndose inmediatamente en la proyección cinemaográfica más vista en Guatemala.

### Dúo
Poco a poco fueron dándose a conocer dentro del mundo artístico venezolano, participando en series de televisión, películas, unitarios y cortometrajes, pero realmente se dieron a conocer cuando entraron a formar parte de la agrupación musical Salserín, donde con temas como "De sol a sol" y "Yo sin ti" alcanzaron el éxito. Tres años más tarde, Servando y Florentino, toman la decisión de separarse de Salserín para comenzar una carrera como dúo, la cual desde el principio los llevó a recorrer el mundo, con el tema "Una Fan Enamorada", primer sencillo de su primer álbum de estudio, Los Primera. Antes del primer álbum habían sacado los dos primeros volúmenes de una serie de colaboraciones con otros artistas venezolanos.
Posterior a esto protagonizaron otra película, Muchacho solitario, proyectada en los cines más importantes de América Latina y grabando prácticamente todas las canciones del Soundtrack de la misma, donde contaron con el apoyo de Ricardo Montaner como compositor de varios de los temas. De Primera a Primera, es el título del disco que, con la participación de sus hermanos, Sandino y Juan Simón, graban los Primera en homenaje a su fallecido padre Alí Primera. La cuarta producción discográfica que Servando y Florentino lanzan al mercado, llamada Paso a paso, los llevó nuevamente a los primeros lugares.
Después de 4 años de crecimiento, presentaron su séptimo álbum Servando & Florentino. Esta producción esta llena de diversos ritmos, que van desde la balada, pasando por el pop rock hasta llegar a la salsa, que los dio a conocer en sus inicios. En 2010 volvieron al ruedo musical después de 6 años sin sacar una nueva producción en su natal Venezuela, con la versión de una canción del cantautor italo-venezolano Max Pizzolante, "Pensando en ti" y con "Me vas a Recordar"; esta última, el primer sencillo de su último álbum It's a Wrap / Se Acabó. Luego de una pausa intencional en sus carreras para dedicarse a la vida familiar y a diversas causas sociales, los artistas han retomado su carrera desde 2021 con un caluroso recibimiento de su público, que agota entradas en horas solo para poder asistir a sus conciertos.

### Controversias

#### Presentación de la Feria del Hogar de 1997
El 5 de agosto de 1997, durante un concierto de Servando y Florentino en la desaparecida Feria del Hogar donde asistieron aproximadamente unas 120.000 personas en Lima (Perú), rompiendo el récord que tenía la banda de rock norteamericana Metallica al superar la asistencia de fanáticos, debido a la falla de control al acceso del público de parte de la productora del evento se produjo la muerte de cinco adolescentes por asfixia. Los cantantes fueron acusados de la muerte de dichas personas. Luego del debido proceso judicial, se llegó a la determinación que la culpabilidad estuvo en los organizadores del evento, ya que rebasaron la capacidad de las instalaciones. Esto también contribuyó a la desaparición de la Feria del Hogar. El recinto solo tenía capacidad para conciertos de un máximo de 30 000 personas. Ambos hermanos, en su retorno a presentaciones en Perú, se reunieron con familiares de las personas fallecidas y ofrecieron una misa en honor a sus almas, pidiendo disculpas por lo sucedido cuando les preguntan sobre el tema, a pesar de que no estaba en sus manos sino de los organizadores quienes eran los responsables de controlar el acceso a cada persona. 

## Discografía

### Álbumes de estudio
- Los Primera (1997)
- Muchacho Solitario (1999)
- Paso a Paso (2000)
- Servando & Florentino (2004)
- It's a Wrap / Se Acabó (2010)

Notas

## Filmografía

### Películas
| Año  | Película           | Director            | Nota                         |
| 1990 | El viejo chivúo    | Cacho Briceño       | Cortometraje (sólo Servando) |
| 1997 | La primera vez     | Luis Alberto Lamata | Película de Salserín         |
| 1998 | Muchacho solitario | César Bolívar       |                              |

### Televisión
| Año  | Serie/Telenovela | Canal/Cadena | Temps. | Nota              |
| 1996 | De sol a sol     | Venevisión   | 1      | Serie de Salserín |
| 1997 | Yo sin ti        | Venevisión   | 1      | Serie de Salserín |

2000
¿Qué será de mí sin ti?

## Videos musicales
- "Una fan enamorada"
- "Alíviame"
- "Muchacho solitario"
- "Te regalo la luna"
- "Carta necesaria"
- "Una canción que te enamore"
- "Si yo fuera tú"
- "Me vas a recordar"
- "Pensando en ti" (con Max Pizzolante)
- "Contigo"
- "Mal de amor" (Sharlene Taule)
- "Te encontré"
- "Primera cita"
- "Lunares"
- "Lo de los dos"